# William Faversham
William Faversham (Londra, 12 febbraio 1868 – Long Island, 7 aprile 1940) è stato un attore inglese che conquistò il pubblico di Broadway con la sua interpretazione di Algernon in L'importanza di chiamarsi Ernesto.
Attore di teatro, si dedicò anche al cinema. Girò il suo primo film nel 1915 e, qualche anno più tardi, si rivolse anche alla produzione di film con una piccola compagnia, la Faversham Productions

## Biografia
Nato a Londra nel 1868, fin da ragazzo dimostrò il suo interesse per il teatro. Quando, nel 1884, il grande attore Maurice Barrymore visitò l'Inghilterra insieme alla moglie e ai suoi tre figli - Lionel, Ethel e John - il giovane William - che, all'epoca aveva sedici anni - divenne suo amico accompagnandolo per Londra. Barrymore era il suo idolo e, abbracciata la carriera teatrale, William cercò di seguirne le orme. Esordì sui palcoscenici londinesi nel 1885: due anni più tardi, debuttava a Broadway.
Faversham incontrò il favore del pubblico, diventando un attore molto ammirato. Tra le sue interpretazioni, che spaziavano dal classico al contemporaneo, celebre resta la sua interpretazione di L'importanza di chiamarsi Ernesto di Oscar Wilde del 1895. Va ricordato anche, nel 1899, il ruolo di Romeo accanto alla grande Maude Adams. Faversham recitò in numerosi drammi shakespeariani, da Amleto a Otello a Giulio Cesare.

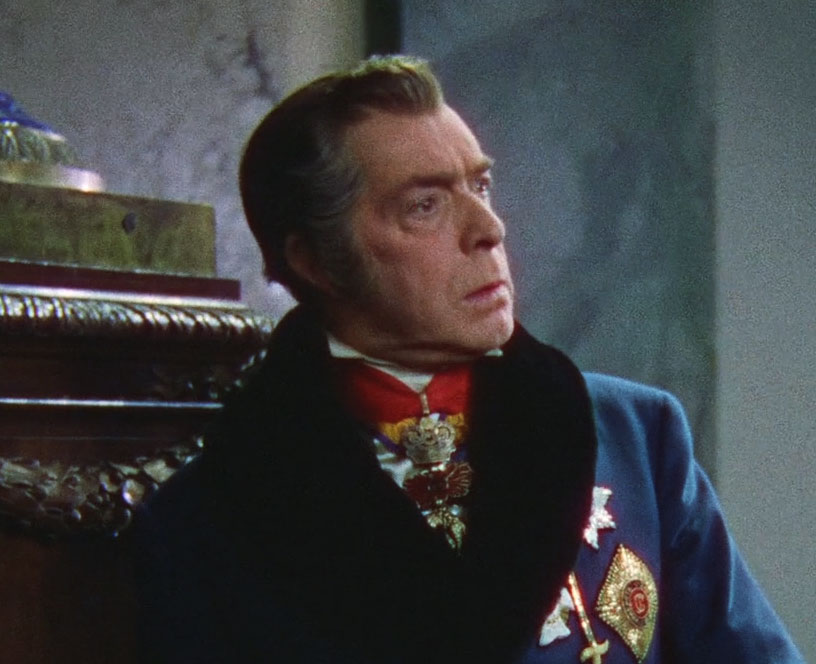
Nel film Becky Sharp (1935)

Nel 1905, diresse The Squaw Man di Edwin Milton Royle, un successo di Broadway che restò in cartellone per 222 repliche e che venne ripreso al cinema da Cecil B. DeMille. Tra gli interpreti della versione teatrale, gli attori George Fawcett e William S. Hart. Faversham, nel 1921, riprese il lavoro di Royle: vi appare sia come regista che come attore. Un altro dei suoi autori preferiti fu George Bernard Shaw, di cui interpretò, diresse e produsse alcune commedie. L'ultima sua apparizione sui palcoscenici di Broadway fu nel 1931 ne Il mercante di Venezia, dove recitava nel ruolo di Antonio.
Con la sua compagnia teatrale, Faversham viaggiò in tutto il mondo, inclusa l'Australia.

## Vita privata
L'attore si sposò tre volte: la prima moglie fu Marian Merwin (1864-1911). La seconda, era un'attrice, Julie Opp, che gli diede due figli, William Jr. e Philip (1907-1982), anche lui attore. In precedenza, Julie era stata sposata con Robert Loraine. La seconda moglie morì nel 1921 e Faversham si risposò una terza volta con un'altra attrice, Edith Campbell.
Morì per un'embolia coronarica a Bay Shore, Long Island, il 7 aprile 1940. Fu sepolto all'Huntington Rural Cemetery nella contea di Suffolk, nello stato di New York.

## Premi e riconoscimenti
A Faversham venne assegnata una stella sulla Hollywood Walk of Fame al 1724 di Vine Street per il suo contributo all'industria cinematografica.

## Spettacoli teatrali

### Attore
- The Highest Bidder di Robert Reece e Morton Maddison - 3 maggio 1887
- The Younger Son di David Belasco - 24 maggio 1893
- The Masqueraders di Henry Arthur Jones - 3 dicembre 1894
- The Importance of Being Earnest di Oscar Wilde - 22 aprile 1895
- Gudgeons di Bret Harte - 14 maggio 1895
- Marriage di Brandon Thomas e Henry Keeling - 17 febbraio 1896
- Under the Red Robe  di Edward Everett Rose - 28 dicembre 1896
- A Man and His Wife di George Fleming - 6 marzo 1897
- The Conquerors di Paul M. Potter - 4 gennaio 1898
- Phroso di Anthony Hope - 26 dicembre 1898
- Lord and Lady Algy di R.C. Carton - 14 febbraio 1899
- Romeo and Juliet di William Shakespeare (ripresa) - 8 maggio 1899
- Lord and Lady Algy di R.C. Carton (ripresa) - 16 ottobre 1899
- My Lady's Lord di H. V. Esmond - 25 dicembre 1899
- Brother Officers di Leo Trevor - 16 gennaio 1900
- A Man and His Wife di Louis N. Parker e Addison Bright - 2 aprile 1900
- Brother Officers di Leo Trevor (ripresa) - 27 agosto 1900
- Brother Officers di Leo Trevor (ripresa) - 8 aprile 1901
- Diplomacy di Victorien Sardou (ripresa) - 15 aprile 1901
- A Royal Rival adattamento di Gerald Du Maurier - 26 agosto 1901
- Prince Charlie di Robert Marshall - 22 agosto 1901
- Imprudence di H. V. Esmond - 17 novembre 1902
- Miss Elizabeth's Prisoner di Robert Neilson Stephens e E. Lyall Swete - 23 novembre 1903
- Lord and Lady Algy di R.C. Carton (ripresa) - 14 dicembre 1903
- Letty di Arthur Wing Pinero - 12 settembre 1904
- The Squaw Man di Edwin Milton Royle - 23 ottobre 1905
- The World and His Wife adattamento da Jose Echegaray di Charles Frederick Nirdlinger - 2 novembre 1908
- The Barber of New Orleans di Edward Childs Carpenter - 15 gennaio 1909
- Herod di Stephen Phillips - 26 ottobre 1909
- The Faun di Edward Knoblauch - 16 gennaio 1911
- Julius Caesar (ripresa) di William Shakespeare - 4 novembre 1912
- Othello (ripresa) di William Shakespeare - 9 febbraio 1914
- The Hawk di Francis De Croisset - 28 settembre 1914
- Getting Married di George Bernard Shaw - 6 novembre 1916
- Misalliance di George Bernard Shaw - 27 settembre 1917
- The Old Country di Dion Calthrop - 30 ottobre 1917
- Lord and Lady Algy di R.C. Carton (ripresa) - 22 dicembre 1917
- The Prince and the Pauper di Amelie Rives - 1º novembre 1920
- The Silver Fox di Cosmo Hamilton - 5 settembre 1921
- The Squaw Man di Edwin Milton Royle (ripresa) - 26 dicembre 1921
- A Lesson in Love di Rudolph Besier e May Eddington - 24 settembre 1923
- Leah Kleschna di C.M.S. McLellan (ripresa) - 21 aprile 1924
- The Mask and the Face di Chester Bailey Fernald da Luigi Chiarelli - 10 settembre 1924
- Diplomacy di Victorien Sardou (ripresa) - 28 maggio 1928
- Hotbed di Paul Osborn - 8 novembre 1928
- Her Friend the King di A. E. Thomas e Harrison Rhodes - 7 settembre 1929
- The Merchant of Venice di William Shakespeare (ripresa) - 16 novembre 1931

### Regista
- The Squaw Man di Edwin Milton Royle - 23 ottobre 1905
- The World and His Wife adattamento da Jose Echegaray di Charles Frederick Nirdlinger - 2 novembre 1908
- The Barber of New Orleans di Edward Childs Carpenter - 15 gennaio 1909
- Getting Married di George Bernard Shaw - 6 novembre 1916
- The Prince and the Pauper di Amelie Rives - 1º novembre 1920
- The Silver Fox di Cosmo Hamilton - 5 settembre 1921
- The Squaw Man di Edwin Milton Royle (ripresa) - 26 dicembre 1921
- A Lesson in Love di Rudolph Besier e May Eddington - 24 settembre 1923

### Produttore
- The World and His Wife adattamento da Jose Echegaray di Charles Frederick Nirdlinger - 2 novembre 1908
- The Barber of New Orleans di Edward Childs Carpenter - 15 gennaio 1909
- Julius Caesar (ripresa) di William Shakespeare - 4 novembre 1912
- Getting Married di George Bernard Shaw - 6 novembre 1916
- Misalliance di George Bernard Shaw - 27 settembre 1917
- The Old Country di Dion Calthrop - 30 ottobre 1917
- Allegiance del Prince Troubetzkoy e Princess Troubetzkoy - 1º aprile 1918

## Filmografia

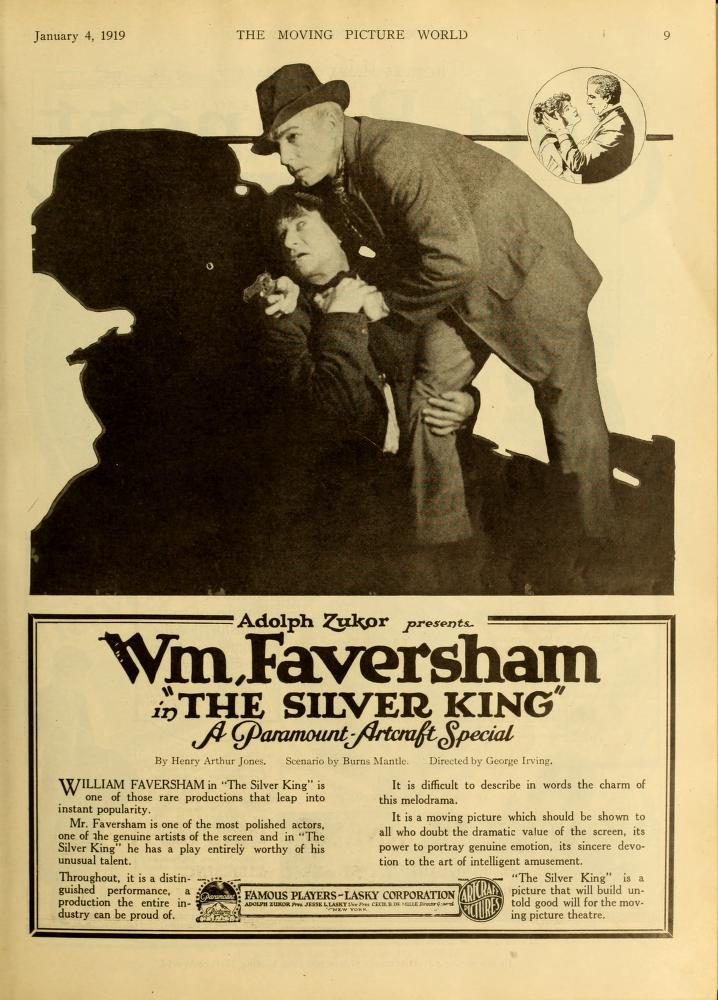
The Silver King (1919)

La filmografia è completa. Quando manca il nome del regista, questo non viene riportato nei titoli

### Attore
- The Right of Way, regia di John W. Noble (1915)
- One Million Dollars, regia di John W. Noble (1915)
- The Silver King, regia di George Irving (1919)
- The Man Who Lost Himself, regia di George D. Baker (1920)
- The Sin That Was His, regia di Hobart Henley (1920)
- The Sixth Commandment, regia di Christy Cabanne (1924)
- La donna che amo (Lady by Choice), regia di David Burton (1934)
- Secret of the Chateau, regia di Richard Thorpe (1934)
- La donna del mistero (Mystery Woman), regia di Eugene Forde (1935)
- Becky Sharp, regia di Rouben Mamoulian (1935)
- Il canyon della morte (The Singing Buckaroo), regia di Tom Gibson (1937)
- Arizona Days, regia di John English (1937)

### Film o documentari dove appare Faversham
- Our Mutual Girl, regia di Oscar Eagle, Lawrence B. McGill, John W. Noble, Walter Stanhope (1914)
- William Faversham in a Liberty Loan Appeal (1918)
- United States Fourth Liberty Loan Drive, regia di Frank Lloyd (1918)